# Ørnhøj Sogn
Ørnhøj Sogn er et sogn i Herning Nordre Provsti (Viborg Stift).
Ørnhøj Kirke blev i 1915 indviet som filialkirke til Nørre Omme Kirke, og så blev Ørnhøj et kirkedistrikt i Nørre Omme Sogn, som hørte til Hind Herred i Ringkøbing Amt. Nørre Omme sognekommune inkl. kirkedistriktet blev ved kommunalreformen i 1970 indlemmet i Trehøje Kommune, der ved strukturreformen i 2007 indgik i Herning Kommune.
I 2007 blev Ørnhøj Kirkedistrikt udskilt som det selvstændige Ørnhøj Sogn.
I Ørnhøj Sogn findes følgende autoriserede stednavne:
- Abildå (bebyggelse)
- Askov (bebyggelse, ejerlav)
- Askov Mark (bebyggelse)
- Fjaldhøj (areal)
- Galtmose (areal)
- Kildbjerg (areal)
- Kyndelhøj (areal)
- Limgrav (bebyggelse)
- Meldhede (bebyggelse)
- Nedergård (bebyggelse)
- Nørhede (bebyggelse)
- Nørre Hede (bebyggelse)
- Nørre Mosehøj (areal)
- Skråstrup (bebyggelse)
- Spåbæk (bebyggelse)
- Storehøj (areal)
- Ørnhøj (bebyggelse)